# Westringia
Westringia este un gen de plante din familia  Lamiaceae.

## Specii
Cuprinde  circa 25  specii.